# Liste de points extrêmes de la Corée du Sud

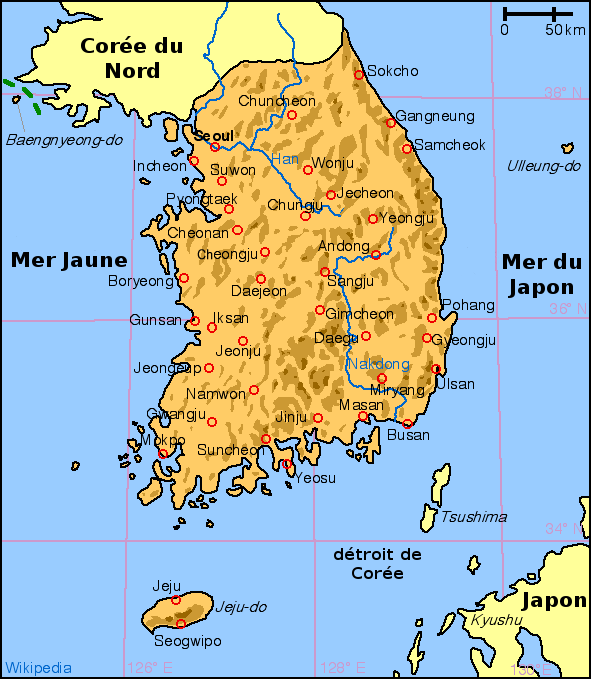
Carte de la Corée du Sud

Cet article donne une liste de points extrêmes de la Corée du Sud.

## Péninsule
- Nord : Daegang-ri 38° 36′ 40″ N, 128° 21′ 51″ E
- Sud : Ttangkkeut 34° 17′ 32″ N, 126° 31′ 28″ E
- Est : Seokbyung-ri 36° 01′ 00″ N, 129° 35′ 05″ E (non contesté)[1]
- Ouest : Mohang-ri 36° 46′ 22″ N, 126° 06′ 42″ E

## Totalité du territoire
- Nord : Daegang-ri 38° 36′ 40″ N, 128° 21′ 51″ E
- Sud : île Marado 33° 06′ 37″ N, 126° 15′ 42″ E
- Est : Dokdo 37° 14′ 27″ N, 131° 52′ 20″ E (contesté)[2]
- Est : île Jukdo 37° 31′ 50,7″ N, 130° 56′ 25,4″ E (non contesté)
- Ouest : île Baengnyeongdo 37° 57′ 29″ N, 124° 36′ 42″ E

## Altitude
- Maximum : 1 947 m (Hallasan)
- Maximum dans toute la péninsule : 2 744 m (Baekdusan), en Corée du Nord

## Sources
- (en) Cet article est partiellement ou en totalité issu de l’article de Wikipédia en anglais intitulé « Extreme points of South Korea » (voir la liste des auteurs).